# Gengszterek fogadója
A Gengszterek fogadója (eredeti cím: Blinkende lygter, nemzetközi forgalmazásban használt cím: Flickering Lights) 2000-ben bemutatott dán akcióvígjáték. Rendezője és írója Anders Thomas Jensen, a főbb szerepekben Søren Pilmark, Ulrich Thomsen, Mads Mikkelsen és Nikolaj Lie Kaas láthatóak. A történet négy kisstílű gengszterről szól, akik egy balul elsült betörést követően el akarnának menekülni az országból, de furgonjuk tönkremegy és csak a jütlandi erdő közepéig jutnak – rövid gyaloglás után egy elhagyatott fogadót találnak, s bár kezdetben átmeneti búvóhelyként akarják használni a helyet, rövidesen rájönnek, hogyha tényleg vendéglőt nyitnának az épületben, akkor végre egy fix pontot találnának az életükben.

## Történet
Torkild, Peter, Arne és Stefan kisstílű gengszterek. Torkild tartozik egy Eszkimó gúnynevű maffiavezérnek, ezért az egy betöréses rablásra kényszeríti őket. Ez azonban balul sül el, és el kell menekülniük az országból. Egy erdei ösvényen azonban lerobban az autójuk, s miután gyalog folytatják az utat, egy húsz éve elhagyatott, rozzant vendéglőt találnak. Eleinte csak átmeneti búvóhelyként akarják használni, amíg sérült társuk, Peter meg nem gyógyul teljesen, hamarosan azonban megismerik a szórakozott vadászt, Alfrédot és az alkoholista doktort, Carlt, akik meggyőzik Torkildot, hogy újra kellene éleszteniük a fogadót.

## Cselekmény
|  | Alább a cselekmény részletei következnek! |

Torkild, a kisstílű gengszter betölti a negyvenedik születésnapját. Ezen a napon azonban három kellemetlenség is éri. Egyrészt, egy illegális cigarettacsempészet-üzlete fuccsba megy, amikor a dán nyelven alig értő lengyel beszállítójuk kevés népszerűségnek örvendő, mentolos cigarettaszállítmányt hoz a megbeszélt áru helyett. Aznap este, egy kávézóban ülve a barátnője, Therese bejelenti, hogy egy ideje viszonya van egy másik férfival, és elhagyja őt. Torkild hiába esküdözik, hogy új életet kezdene, Therese már elhatározta magát. Beszélgetésük után hazamegy, azonban az ajtó előtt állva zajt hall és azt hiszi, betörtek hozzá. Fegyverével belő a sötét lakásba, mire a villany felkapcsolódik és kiderül, hogy barátai vártak rá, meglepetéspartival. A legnagyobb ajándéka egy AK–47-es gépkarabély. A bulit egy norvég maffiózó, Eszkimó zavarja meg, aki amiatt keresi Torkildet, mert tetemes pénzösszeggel tartozik neki. Miután megvereti két emberével, arra utasítja, hogy törjön be egy görög diplomata lakásába és hozza el neki a pénzes dobozát.
Torkild, legjobb barátaival és gengsztertársaival, az ingadozó hangulatú, kokainfüggő Peterrel, a betegesen cinikus és fegyvermániás Arnéval, és a véleményének kevésszer hangot adó, folyamatosan habzsoló Stefannal a diplomata lakásához mennek. Megtalálják a négymillió koronát tartalmazó táskát a széfben, azonban megzavarja őket a lakást figyelő biztonsági cég embere. Rövid pisztolypárbaj alakul ki köztük, és a cég embere meglövi Petert. A gengszterek régi furgonjukkal elmenekülnek, majd egy tengerparti szakaszon megállva Torkild bejelenti, hogy befejezi ezt az életet, kiszáll. Megtanácskozzák, hogy le kell lépniük az országból, és a legjobb, ha Barcelonába mennek. Továbbmennek, majd Jütlandban a határhoz közeledve lemennek egy félreeső erdei útra, hogy kerülőúton jussanak át a határon. Itt azonban kénytelenek megállni, mert a furgonjuk motorja kigyullad. Gyalog indulnak tovább, a sérült Petert támogatva, mígnem egy tisztáson egy elhagyatott, szinte romokban lévő épületet találnak. Úgy döntenek, itt töltik az éjszakát.
Miközben éjszaka pihenni próbál, Torkildet a gyerekkora egy igen szomorú epizódja tartja ébren. Gyerekként mindig is izgatta a kertjükben álló almafa, amelyet réges-régen az apja ültetett el, de sohasem akart termést hozni. Mikor azonban hozott, és Torkild megdézsmálta, az anyja arcon pofozta érte. Néhány nap elteltével újra megdézsmálta a fa termését, mire az anyja elmagyarázza, hogy azért csak a családfő rendelkezhet a fáról, mert ő ültette, és mindenkinek kell valami, ami csakis az övé. Egyik éjjel Torkild kiment a kertbe és kék festékkel befestette az egyetlen megmaradt almát. Másnap reggel, mikor anyjával együtt kiment újra kiment a fához, megtalálták az apát, élettelenül – a bemázolt gyümölcsöt látva felakasztotta magát a fára.
Másnap reggel Peter ismét rosszul érzi magát a sebe miatt, nemigen halogathatják tovább, hogy orvost hívjanak hozzá. Látják az ablakból, hogy egy ismeretlen férfi közeledik a házukhoz. Torkild beszél vele, mint kiderül, az illető egy környékbeli vadász, aki még emlékszik rá, hogy ez a hely régen vendéglőként funkcionált, annak idején az apjával sokat ebédeltek itt. A hely mintegy húsz éve tart zárva, azért van annyira letargikus állapotban. Torkild azt mondja a vadásznak, hogy újranyitják a vendéglőt. Hamarosan egy orvost hozat a búvóhelyükhöz, aki először nem akarja a lőtt sebet ellátni, de egy magas pénzösszeg után mégis ad rá gyógyszert és tanácsokat. Többek között azt, hogy két hétig ne mozgassák Petert. Ezután visszamegy Torkilddal a városba, aki vesz egy fekete kisbuszt és néhány lakberendezési tárgyat és könyvet, hogy otthonosabbá tegyék a helyet. Ezalatt Eszkimó megtudja, hogy a fiúknak és a pénznek is nyoma veszett.
Peter egyre idegesebb, amiért folyamatosan mirelitpizzát esznek, és a kokainja is elfogyott. Egyik éjjel, a többiek tudta nélkül, a konyhában felveszi a kapcsolatot a régi dílerével − aki Eszkimó érdekeltségébe tartozik – és megadja neki a móló címét, amelynek közelében az erdőjük van. Torkild felébred és a többieket is felébreszti, majd elveszik a telefont Petertől és bezárják az elvonási tünetektől szenvedő férfit a kamrába. Ott bent gubbasztva Peterre is rátörnek gyermekkora sötét emlékei. Gyerekként, amikor a padlásszobájában ülve Playboy-magazinokat nézegetett és szivarozott a legjobb barátjával, elmesélte neki, hogy annak idején a gonosz nagyapja bezárta az apját egy szekrénybe, és csak azután engedte ki, hogy elszívott két doboz szivart. Ezután ő is elvesztette a józan eszét. A gyerekek beszélgetését azonban meghallotta az apja, és bezárta Petert a szekrényébe, majd odaadott neki két doboz szivart, azzal az indokkal, hogy addig nem jöhet ki onnét, amíg el nem szívja mindet. A fiú a saját születésnapi partijáról is lemaradt emiatt. Egyik nap, ebéd közben az apja agyvérzést kapott, ekkor az anya kiengedte a fiát és arra biztatta, meneküljön el mihamarabb.
Carl, az orvos újra meglátogatja őket, és egy kis üveg alkoholt ad nekik, mondván, azzal tudnának segíteni Peternek. Ez tényleg beválik, Peter újra jól érzi magát, és már nem akar mindenáron kokaint vásárolni. Hamarosan Torkild beszerez egy modern, használható hűtőszekrényt. Tove Ditlevsen versgyűjteménye után úgy döntenek, a helynek a "Villogó fények" nevet adják, eközben Torkild nekiáll fizikailag is helyreállítani, felújítani a vendéglőt. Carl megtanítja Stefannak, hogyha néhány méterrel a földfelszín alá elássa a sörösüveget, akkor a talaj hidegen fogja tartani az italt. Alfred, a vadász ugyancsak meglátogatja őket, és egy agancsos trófeát ad ajándékba a házavatóra. Az étteremben Carl megtanítja főzni Arnét, azonban a szósz elkészítése igencsak nehezére esik a rideg férfinak, ami miatt igen türelmetlen vele Carl. Egyúttal elmeséli a maga történetét. Felesége egy közúti balesetben halt meg évekkel korábban, amikor egy részeg sofőr elgázolta őt; Henrik, a doktor idősebb fia pedig Szilveszterkor halt meg. Új látogatójuk érkezik Hanne, Stefan barátnője személyében, aki bejelenti, hogy várandós a férfitól. Aznap éjjel velük marad, Torkild, Arne és Peter bosszúságára.
Másnap reggel úgy tűnik, végre vendégeik érkeznek, azonban csak két rabló az, akik fegyvert fognak rájuk. Arne azonban egy jóval nagyobb kézifegyvert, egy Desert Eagle-t szegez rájuk, ami miatt megfutamodnak és lerakják saját, amúgy töltetlen fegyverüket. Torkild így is odaadna nekik egy jelentős pénzösszeget, Arne azonban hátulról lezúzza őket néhány felszerelési tárggyal és néhány pohárral a fejüket is megsebesíti. A rablók elmenekülnek, Torkild pedig összevész Arnéval, aki feldúltan elhagyja őket. Míg Hanne próbálja meggyőzni Stefant, hogy barátai pszichopaták és nekik, kettejüknek távozniuk kell, Arne szórakozásból lelő egy legelésző tehenet. Alfred, a vadász megjelenik, és bár először pénzt követel Arnétól a lelőtt állatért, végül inkább elfogadja a Desertet, cserébe ő maga pedig odaadja neki a Georg Christensen vadászpuskáját. Arne az egész, kézifegyverekkel teli táskáját is átnyújtja a vadásznak. Ezután szárnyasokra kezdenek el vadászni, pusztán szórakozásból, aminek az éppen erre autózó Torkild is tanúja. Este a tábortűznél ülve Alfred elmondja, hogy apja korábban profi vadász volt, azonban Thaiföldön megismert egy prostituáltat, akit hazahozott és egybekeltek. A nő buddhista és vegetáriánus volt, ezért apja abbahagyta a puska használatát. Amikor meghalt, a nő hazautazott, Alfred pedig visszatért az erdőbe és átvette apja egykori mesterségét. Egyúttal azt mondja, ne higgyen el semmit Carlnak, mert a felesége valójában elhagyta őt, a férfi pedig ütötte a gyerekeit és ezért elvették őket tőle. Ezután Arne bevallja, hogy igazából nem szakácsok, és hogy a múltban már ölt embereket is, amire Alfred azt mondja, hogy még sosem csinált ilyesmit, de szívesen kipróbálná.
A gyerekverés és az emberhalál említése Arnéban is felébreszti a régi emlékeket. Gyerekként a szigorú, ugyancsak veréssel fegyelmező apjától kimenőt kapott a legjobb barátjához, azzal az indokkal, hogy leckét írnak. Valójában egy harmadik fiúval együtt, egy vadászpuskával állatokra lövöldöztek az erdőben. Mikor egyikük bement a fák sűrűjébe, hogy megnézze, sikerült-e lelőnie a kiszemelt állatot, Arne rávette a másik barátját, hogy süsse el ő is a fegyvert. A lövés után a fák közt bóklászó fiú feljajdult fájdalmában, mire Arne utánament megnézni, rendben van-e. Mint az kiderül, csak súrolta a lábát a sörétes golyó, de nem okozott maradandó sérülést. Ekkor azonban újabb lövést hallottak, s visszatérve azt látták, hogy barátjuk öngyilkos lett.
Arne másnap reggel visszatér, mégpedig tizenkét kacsával, amit őmaga lőtt le. Ezután mind lemennek a tengerpartra, ahol Stefan meggyőzi Hannet, hogy maradjanak. Hanne javaslatára tojásfújásba kezdenek, azonban Torkildnak nem akar sikerülni, mivel záptojást fogott ki. Dühében arcon vágja Hannet, mire Stefan távozik a barátnőjével. Az autóban ülve, az autópályán hajtva, Hanne már a keresztelőről ábrándozik, és arról, hogy rokonsága végre megismerheti Stefant. Ezalatt a part közelében Eszkimó és az emberei egy bárban ülnek, és a maffiavezér jobbkeze, William összefut a két, szerencsétlenül járt rablóval, akik beszámolnak a gengszterek fogadójáról.
Stefanban is felrémlenek gyerekkora sötét emlékei. Vak, konzervatív nagyapja a családi összejövetelekkor folyamatosan szigorúságot tartott, és a tizennyolcadik születésnapján is a szemére vetette, amiért mindössze egy alkalommal látogatta meg rákos nagymamáját. Egyúttal elmondta unokájának, hogy a család összetartását és fontosságát semmi sem kérdőjelezheti meg. Egy későbbi összejövetelen a nagyapa ismét hangsúlyt adott ennek, hozzátéve, hogy amikor Stefan nővére, Susan és párja, Anders korábban elvesztették a kisbabájukat, akkor sem adták fel, minden ment tovább a szokott kerékvágásban. Csakis az számít, hogy a családjára bármikor számíthat. Ekkor azonban Stefan véletlenül kiborított egy pohár bort az asztalon, ami miatt anyja arcon ütötte. Susan azonban akkor felfedezte, hogy erősen vérzik a nemi szerve, és a családi összejövetelen meghalt. Egy közeli autóbusz-váróteremben találkozott Stefan, Torkild, Peter és Arne.
A jelenben Torkild elgondolkodva ül a viharban, a tengerparton. Eszkimó és emberei megállítják Carl autóját és útbaigazítást kérnek tőle a fogadóhoz. Mivel az orvos először nem akar nekik segíteni, Eszkimó megveri, és így már elmondja nekik az útvonalat. Torkild bejelenti Peternek és Arnénak, hogy az lesz a legjobb, ha tényleg távoznak Barcelonába. Ekkor azonban megjelenik Eszkimó az embereivel és foglyul ejti a kisstílű gengsztereket, a hamarosan visszaérkező, barátnőjét elhagyó Stefannal együtt. Eszkimó megdöbbenve értesül róla, hogy már semmi sincs meg a négymillió koronából, mert minden elment a fogadóra. Megkérdi Torkildtól, mire volt jó ez az egész, mire a férfi azt feleli, hogy egy saját hely kellett nekik. Ekkor beront az ajtón Carl és Alfred, s a vadász a korábban Arnétól kapott Deserttel szitává lövi a maffiavezért és az embereit.
Az étterem rövidesen megnyit, s az egykori gengszterek tekintélyes vendégkörre tesznek szert. Therese, Torkild exbarátnője is vendégük lesz a barátjával együtt, s azt mondja, csak egy hagyományos, olcsó menüt szeretnének enni. Torkild azonban megkéri a konyhában dolgozó barátait, hogy extravagáns ételkülönlegességet szolgáljanak fel, egy tűzijáték-gyertyával kiegészített tortával együtt. Bár Therese záró monológjában azt mondja, soha sem evett még rosszabb ételt, mint Torkildék vendéglőjében, mégis négy csillagot ad nekik, mert mind a négyen megérdemelnek egyet.
|  | Itt a vége a cselekmény részletezésének! |

## Szereplők
| Szerep                        | Színész                                       | Magyar hang                               | Leírás |
| ----------------------------- | --------------------------------------------- | ----------------------------------------- | --- |
| Torkild                       | Søren Pilmark Adam Brix (17 évesen)           | Koroknay Géza Ungvári Gergely (17 évesen) | Kisstílű gengszter, aki a negyvenedik születésnapján szembesül vele, hogy nem folytathatja ezt a fajta életet. Ezért amikor egyik barátja komolyabban megsebesül egy betörésben, úgy dönt, itt az ideje kiszállni és új, bűnözésmentes életet élni. Abban azonban közel sem biztos, hogy ezt meg is tudják valósítani. |
| Peter                         | Ulrich Thomsen Morten Gundel (15 évesen)      | Epres Attila Császár András (15 évesen)   | Gengszter, aki lőtt sebet szerez egy balul elsült betörésükben, és ezáltal a fő mozgatórúdja lesz annak, hogy átmeneti búvóhelyüknek az elhagyatott erdei vendéglőt használják. Bár a kokainfüggősége miatt gyakran teljes idegroncsként viselkedik, végül ő is elfogadja, hogy jobb a bűnözés- és kábítószermentes élet. |
| Arne                          | Mads Mikkelsen Niciki Jensen (15 évesen)      | Rajkai Zoltán                             | Kemény szarkazmussal bíró, egyúttal a fegyverekért megszállottan rajongó bűnöző. A többiekhez képest sokkal nehezebben engedi el régi életét, állatias, verekedős és lövöldözős énje gyakorta felszínre tör. Mindazonáltal ő is felfedez valami újat magában, mégpedig Alfred segítségével, hogy az állatokra való vadászatban még inkább tehetséges.                                                                                    |
| Stefan                        | Nikolaj Lie Kaas David Munksgaard (15 évesen) | Czvetkó Sándor                            | Csendes, a véleményét gyakorta véka alá rejtő gengszter. Nem bocsátkozik éles vitába a többiekkel, elfogadja az aktuális álláspontjukat, akkor is, ha Barcelonába akarnak menni, akkor is, ha a fogadóban akarnak maradni. Szereti barátnőjét, Hannet, azonban a történet végén rájön, hogy nem tudna vele örökké élne. |
| Hanne                         | Sofie Gråbøl                                  | Kökényessy Ági                            | Stefan barátnője, kedves, lelkiismeretes lány, akit azonban elriasztanak a férfi pszichopatikus viselkedésű barátai. A fogadóba is utánamegy barátjának, mikor az rejtőzködni kényszerül. Bár a várandóssága felfedezése után igen nagy tervekkel folytatná közös életét Stefannal, a férfi rájön, hogy neki nem ez a kijelölt útja. |
| Therese                       | Iben Hjejle                                   | Solecki Janka                             | Torkild volt élettársa. Elege lesz a férfi zilált életéből, ráadásul megismerkedik egy újságíróval, akivel biztosabbnak érzi a jövőjét és a családalapítás lehetőségét. Végül azonban ellátogat barátjával a Torkild vezette fogadóba, ahol a csapnivaló ízvilágú ételek ellenére igen jóemlékű ebédet tölt el. Therese monológjával kezdődik, majd zárul a film.                                                                        |
| Carl                          | Frits Helmuth                                 | Cs. Németh Lajos                          | Iszákos orvos és szakács, a gengszterek mentoraként funkcionál a fogadó beindításában. Ellátja némi nemhivatalos orvosi tanáccsal és gyógyszerrel a fiúkat, amikor Peter megsérül, majd megtanítja Arnét a főzés alapjaira, illetve Stefant a sör földben való hűtésére. Alfrédot bolondnak tartja, azonban a történet végén mégis az ő segítségével mentik meg Torkildékat a norvég maffiózótól.                                        |
| Alfred Jæger                  | Ole Thestrup                                  | Versényi László                           | Tapasztalt, kissé habókos vadász. Régóta az erdőben dolgozik, így jól ismerte a vendéglőt fénykorában, az újraindításának ötletét is ő hinti el akaratán kívül Torkildnak. Arnéval összebarátkozik, mikor rájön, hogy mindkettejüknek szenvedélye a fegyverek világa, majd megtanítja vadászni a férfit. Carlt ki nem állhatja, azonban mégis az orvos segítségével akadályozza meg, hogy Eszkimó végezzen a jóútra tért gengszterekkel. |
| Eszkimó                       | Peter Andersson                               | Faragó András                             | Norvég származású maffiavezér, akinek Torkild igen jelentős pénzösszeggel tartozik, ezért arra kényszeríti a kisstílű bűnözőt, hogy lopja el egy görög diplomata pénzét. Amikor a fiúk lelépnek a hatalmas pénzösszeggel, az embereivel utánuk megy a dán vidékre, ahol rövidesen elképedve látja, hogy a kis gengszterek vendéglőt nyitottak. Valódi keresztneve Dagur, azonban csak az asszisztense, William szólítja így.             |
| William                       | Niels Anders Thorn                            | Gubányi György                            | Eszkimó jobbkeze, aki igyekszik mindig főnöke kedvében járni, túlzott okoskodásával azonban fel is tudja bosszantani őt, amit Eszkimó fizikai erőszakkal is meg tud torolni. Ő fedezi fel a két rablót, akik korábban megpróbálták kirabolni a gengszterek fogadóját. |
| Torkild apja                  | Jesper Asholt                                 | Vári Attila                               | Családapa, aki azt az elvet követi, hogy mindenki életében kell lennie valaminek, ami csakis az övé. Ennek megfelelően, azaz almafa, melyet a kertjükben ő maga ültetett el, csakis az övé, és ő ehet a gyümölcseiből. Ennek a felesége is tudatában van. Amikor hosszú idő után végre terem három alma a fán, és Torkild abból kettőt megesz, egyet pedig tönkretesz, felakasztja magát.                                                |
| Torkild anyja                 | Helle Dolleris                                | Simon Eszter                              | Szigorú családanya, aki támogatja férje elképzelését, hogy a kertjükben ültetett almafa csakis az ő tulajdona. Amikor megtudja, hogy tiltása ellenére fia fogyasztott a megtermett gyümölcsből, a fizikai fegyelmezéstől sem retten vissza. Végül, mikor Torkild elmondja neki, hogy az éj leple alatt befestette az utolsó almát, már későn megy ki a kertbe, férje addigra megfojtotta magát.                                          |
| Peter apja                    | Henning Jensen                                | Bartók László                             | Erkölcstelen családapa, akit egykor azzal bántalmazott az apja, hogy bezárta egy szekrénybe és két doboz szivar elszívására kényszerítette. Emiatt pszichopata lett, és egy adandó alkalommal a fiával is ugyanezt megtette. Végül agyvérzés végzett vele. |
| Peter anyja                   | Solbjørg Højfeldt                             | Csizmadia Gabriella                       | Bár alapvetően nem ért egyet azzal, amit férje művelt a fiukkal, nem mert ellenkezni vele, feltehetően őt is bántalmazta a házasságuk alatt. Amikor férje összeesik az asztalnál, nem biztos benne, hogy meghalt, ezért miután kiszabadítja fiát a szekrényből, arra biztatja, meneküljön mihamarabb. |
| Arne apja                     | Max Hansen                                    | Hegedüs Miklós                            | Valószínűleg földművesként dolgozó férfi, aki keményen, pofonokkal fegyelmezte fiát, hogy ne kamaszbalhék művelésének céljából lógjon a barátaival, hanem vegye komolyan a tanulást. Nem derül ki, hogy tudomására jutott-e fia barátjának halála a vadászpuska által. |
| Stefan anyja                  | Karen-Lise Mynster                            | Téglás Judit                              | Látszólag az apja elvei szerint élő, a család összetartását hangsúlyozó anyuka, aki azonban rögtön pofonnal büntette fiát, amikor véletlenül kiborított egy pohár bort. Kétszínűsége abban is megnyilvánult, hogy a súlyosan vérző Susannal mit sem törődve a padlószőnyeg tisztasága miatt berzenkedett. |
| Stefan nagyapja               | Bent Mejding                                  | Varga Tamás                               | A család fontosságát és összetartását mindig előtérben tartó, azt megingathatatlannak ítélő öregember, aki korábban elvesztette látását, majd pedig felesége is súlyos rákbeteg lett, aki feltehetően már tartós kórházi kezelésre szorult. Igencsak csalódott unokájában, amiért az alig tartja a kapcsolatot a súlyosan beteg nagymamájával.                                                                                           |
| Cigarettacsempész kamionsofőr | Goran Spasojevic                              | Papucsek Vilmos                           | Lengyel kamionsofőr, aki nagyméretű cigarettaszállítmányt szállít le a gengsztereknek. Láthatóan alig beszéli a dán nyelvet, amire azonban a bűnözők nemigazán vannak tekintettel. Számításukkal ellentétben mentolos cigarettákat hoz, amik nem örvendenek nagy népszerűségnek. Mérgükben összeverik a kamionsofőrt. |

### Magyar változat
A magyar változatot a Corner Film Kft. megbízásából a Central Dubbing Stúdió Kft. készítette 2010-ben. DVD-forgalmazója a Corner Film Kft. volt.
- Magyar szöveg: Heiszenberger Éva
- Hangmérnök: Nyilas Mihály
- Vágó: Sándor Éva
- Gyártásvezető: Németh Piroska
- Szinkronrendező: Czobor Éva
- Produkciós vezető: Kozma Attila
- Cím, stáblista felolvasása: Korbuly Péter

## Forgatás
A film forgatása a Dán Filmstúdióban Kongens Lyngby-ben, a Studenterkilden étteremben Klampenborgban, a Fingerbøllet bárban Koppenhágában, valamint Dyrehavenben és Hareskovenben zajlott.
A gengszterek menekülőfurgonja, amit egymás közt csak “ócskavasnak” neveztek, egy Ford Transit típusú, korábban postakocsiként funkcionáló kisteherautó volt. Az Ungdomshuset underground zenei közösségi hely még a film premierje előtt megvásárolta a járművet a stúdiótól, hogy a punkzenekarok turnébuszként használhassák. Egy csoport a közösségi helyről a film vetítése közben, az egyik jelenetnél – ahol Arne dühében többször is a kocsi lángoló motorterébe lő a fegyverével – felállt és azt kiáltozta: "Ne, ne lőjék szét a gengszterek az autót!"
Abban a jelenetben, ahol a Mads Mikkelsen által megformált Arne agyonlő egy tehenet, a közeli felvételeken egy műtehenet használtak. A távolról készült felvételben Mikkelsent egy állatorvos helyettesítette, aki egy kézifegyvernek álcázott reteszpisztollyal eutanáziát hajtott végre egy valódi tehénen.
A film zenei hangmérnöke Jørgen de Mylius volt. Anders Thomas Jensen eredetileg számos olyan zeneszámot választott ki, amelyek jogdíja nagyon magas volt, így Myliusnak alternatív számokat kellett keresnie, amelyeknek alacsonyabb volt a jogdíja és így felhasználhatóak voltak a filmben. Idetartozik például Henning Stærks "Nobody" című száma.
A "Blinkende Lygter" Tove Ditlevsen 1947-es versgyűjteményének címe. Erről nevezik el a filmben szereplő fogadót, illetve ez adja a film eredeti dán, valamint a nemzetközi forgalmazásban használt angol címét. A versgyűjtemény magyarul még nem jelent meg, a magyar szinkronban, tükörfordításban a “Villogó fények” címet kapta.

## Fogadtatás
A filmpremier előtti éjjel titkos vetítést tartottak a koppenhágai Scala üzletház mozijában. Kim Magnusson producer visszaemlékezése szerint a film megtekintése után az emberek hazatelefonáltak, hogy elmeséljék, mit láttak, és ebből már tudta, hogy “telitalálat lett”.
A "Gengszterek fogadója" megjelenésekor hatalmas sikert aratott, az első napon 31.387 darab, összességében pedig 436.060 darab mozijegyet adtak el. 2001-ben megjelent a film VHS-en és DVD-n, amelyből 70.000 darab rekordidő alatt kelt el. A Dán Filmintézet nyilatkozata szerint két hét alatt 80.000 példány kelt el a filmből, ezzel megdöntötte a dániai videó/DVD-eladások rekordját.
Kim Skotte filmkritikus a Politiken folyóiratban kijelentette, hogy "nagyon szórakoztató a film", és "a tehetséges sztárok ragyognak a kamera előtt és mögött is". Azonban több kritikus kiemelte és kritikával illette a vígjáték jelentős részét jellemző erőszakot.
A 2001-es Robert-díjátadón a film megkapta a közönségdíjat, amelyről internetes szavazás döntött. Eric Kress pedig megkaphatta a "legjobb operatőri munka" díját. Pilmarkot "az év férfi főszereplője", míg Lie Kaast "az év férfi mellékszereplője" kategóriában jelölték. Ezen túlmenően az olaszországi Shadow Line Filmfesztiválon elnyerte az úgynevezett "Elevator-díjat", míg Csehországban a Karlovy Varyi játékfilmfesztiválon a Variety nemzetközi filmmagazin kritikusai rangsorolták a filmet 2001-ben. A Danish Music Awardson elnyerte "az év dán filmzenéje" díjat.
A filmet Bodil-díjra is jelölték, három kategóriában: a "legjobb dán film", a "legjobb férfi főszereplő" Søren Pilmark személyében és a "legjobb férfi mellékszereplő" Ole Thestrup személyében.
A filmet gyakran említik meg Dánia valaha volt legjobb filmjei között. A Soundvenue magazinban a 115 legjobb dán film listáján a 11. helyre került. A Woman női magazinban a film a hatodik helyre került a "16 dán film, amit látnod kell" tematikájú listán.
Az IMDb-m a "Gengszterek fogadója" a negyedik legjobb értékelésű dán film volt 2018 márciusában.

## Fordítás
Ez a szócikk részben vagy egészben  a   Blinkende_lygter című dán Wikipédia-szócikk fordításán alapul.  Az eredeti cikk szerkesztőit annak laptörténete sorolja fel. Ez a jelzés csupán a megfogalmazás eredetét és a szerzői jogokat jelzi, nem szolgál a cikkben szereplő információk forrásmegjelöléseként.